# Bhadrak (distrikt)
Bhadrak är ett distrikt i Indien.   Det ligger i delstaten Odisha, i den östra delen av landet, 1 300 km sydost om huvudstaden New Delhi. Antalet invånare är 1 506 337.
Följande samhällen finns i Bhadrak:
- Bhadrakh
- Bāsudebpur
- Chāndbāli